# Vertrag von Eger

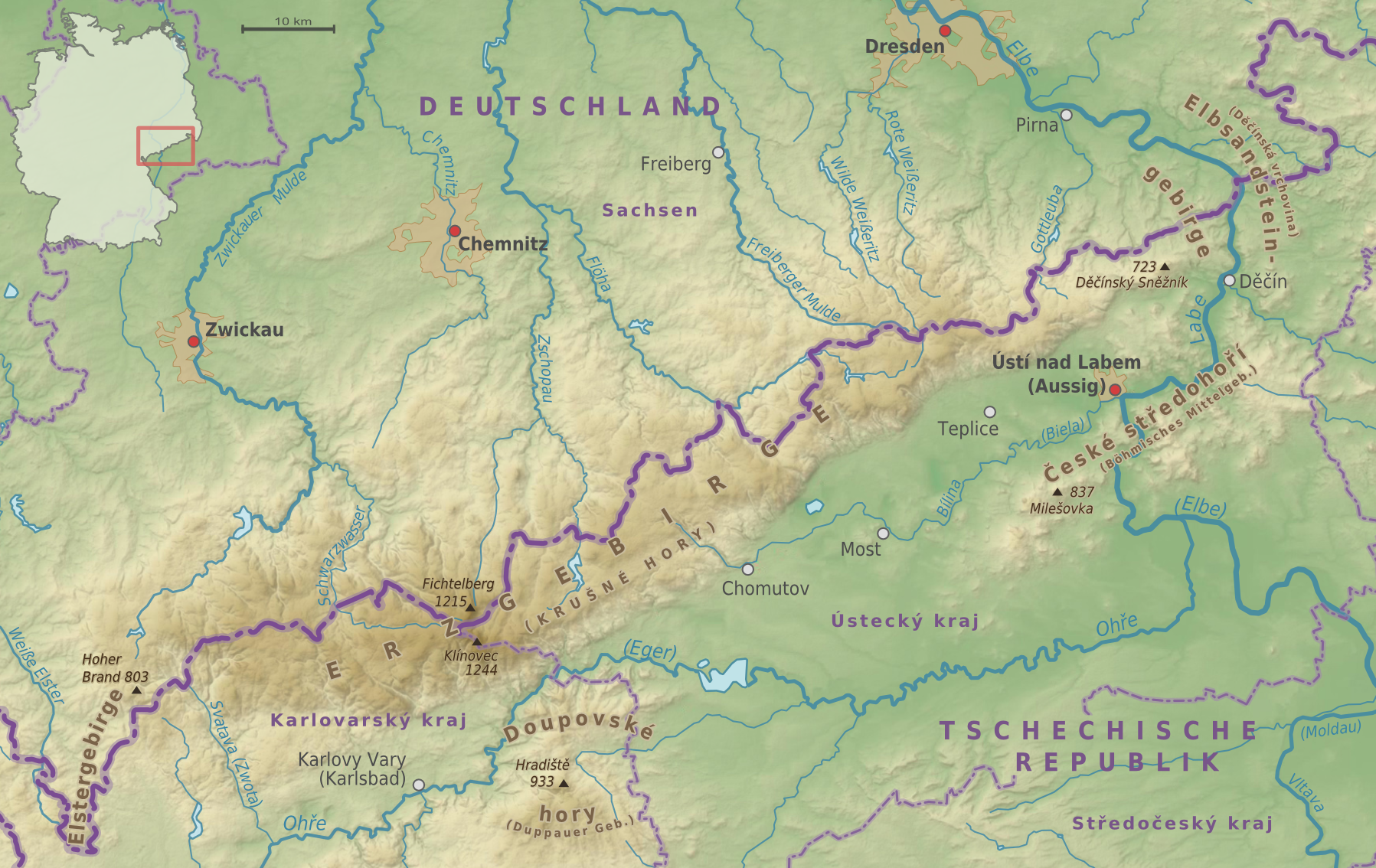
Grenzverlauf zwischen Elbe und Elstergebirge (seit 1546)

Der Vertrag von Eger, auch Hauptvergleich von Eger genannt, wurde am 25. April 1459 in Eger (Reichspfandschaft Eger) geschlossen. Als im Jahre 1457 der bisherige böhmische König Ladislaus Postumus gestorben war, machte Friedrich der Sanftmütige erbliche Ansprüche auf die Krone Böhmens geltend. Jedoch wählten die böhmischen Stände 1458 den hussitisch gesinnten Georg von Podiebrad auf den Thron.

## Geschichtlicher Hintergrund
Nach dem Machtwechsel in Böhmen herrschte allgemein ein unruhiger und bedrohlicher Zustand. Nicht nur Sachsen und Brandenburg fühlten sich von den Ansprüchen des neuen böhmischen Monarchen in Meißen, in der Lausitz, in Schlesien und Preußen gefährdet, auch Bayern war wegen seiner ehemals böhmischen Besitzungen in Franken und der Oberpfalz besorgt, die früher zu Neuböhmen gehörten. Die Wettiner als Herzöge von Sachsen und Landgrafen von Thüringen waren aber auch die schärfsten Gegner des Königtums Podiebrads, allen voran der wettinische Thronkandidat Herzog Wilhelm III. von Sachsen. An ihrer Seite standen als enge Verbündete und Verwandte die Markgrafen von Brandenburg und Burggrafen von Nürnberg aus dem Haus Hohenzollern, Vor der förmlichen Belehnung durch den Kaiser hatte Georg von Podiebrad ein weiteres persönliches Treffen mit Gegnern und Thronrivalen zu bestehen, das für seinen weiteren Erfolg wegweisend werden sollte.
Daraufhin drohte der Ausbruch eines Krieges, der aber dank der Friedensvermittlungen des Markgrafen von Brandenburg verhindert werden konnte. Im April 1459 kam es in Eger (Cheb) zu mehrwöchigen Verhandlungen zwischen dem böhmischen König und den wichtigsten Vertretern der deutschen Fürstenhäuser der Wittelsbacher, Hohenzollern und Wettiner. Dabei sollte es vor allem um die Beilegung des sächsisch-böhmischen Konflikts gehen, der sich seit einigen Jahren aus komplexen Streitigkeiten zu einem unerklärten Grenzkrieg ausgeweitet hatte.
Die Initiative zum Egerer Fürstentag ging offenbar vom brandenburgischen Markgrafen Albrecht Achilles aus, der eine Koalition der Wittelsbacher mit dem böhmischen König verhindern wollte. Stattdessen versuchte er eine Aussöhnung zwischen Georg von Podiebrad und den Wettinern zu vermitteln, die nach Möglichkeit in ein Bündnis von Brandenburgern und Sachsen mit Böhmen gegen die Wittelsbacher münden sollte. Im Februar 1459 organisierte der Markgraf ein Treffen der Räte im oberfränkischen Wunsiedel, bei dem eine Einigung zwischen Böhmen und Sachsen in wesentlichen Punkten vorbereitet wurde. Dabei beschloss man ein Treffen der Wettiner mit dem böhmischen Herrscher, wobei Albrecht Achilles den „Teidingsmann“, den Vermittler, spielen sollte.
Am 25. April 1459 kam es dann zum Abschluss des Vertrages von Eger, der das Verhältnis zu Böhmen bereinigte, einen gegenseitigen Gebietsaustausch vorsah und die Grenze endgültig so festlegte, wie sie noch heute besteht.
Der Vertrag legte die Grenze zwischen dem Königreich Böhmen und dem Kurfürstentum Sachsen auf der Höhe des Erzgebirges und der Mitte der Elbe fest. Vorläufer war der am 15. November 1372 auf Schloss Sonnenstein von Kaiser Karl IV. mit den Markgrafen Friedrich III., Balthasar und Wilhelm I. geschlossene Vertrag von Pirna. Diese Grenze ist größtenteils noch heute gültig und gehört somit zu den ältesten noch bestehenden Grenzen Europas.

## Vertragsgegenstand
Zum damaligen Zeitpunkt vereinbarten Kurfürst Friedrich und Herzog Wilhelm von Sachsen und der König von Böhmen Georg von Podiebrad, dass Städte, Schlösser, Märkte und Dörfer, die im Kronbereich Böhmens diesseits des Waldes lagen (Brüx, Schloss Riesenburg und Dux samt aller geistlichen und weltlichen Mannschaft, allen Renten, Zinsen, Zölle usw.), zu Böhmen gehörten, wogegen die jenseits des Waldes in Thüringen, im Vogtland und in Meißen gelegenen Güter und Schlösser den sächsischen Herzögen verbleiben sollten. Durch diesen Vertrag wurden die auftretenden Grenzstreitigkeiten für immer beseitigt. Allerdings waren einige Orte und Herrschaften nördlich des Erzgebirges und im Vogtland weiterhin Lehen der Böhmischen Krone.
Besiegelt wurde der Vertrag am 11. November 1459 mit der Heirat von Sidonie von Böhmen, der Tochter Georgs von Podiebrad, mit dem Sohn Kurfürst Friedrichs von Sachsen, Albrecht dem Beherzten und andererseits zwischen Podiebrads Sohn Heinrich und Katharina, der Tochter des Herzogs Wilhelm.
Es gelang König Georg auf dem Fürstentag zu Eger, die Anerkennung als König und Kurfürst von Böhmen durch die drei weltlichen Kurfürsten und weitere Reichsfürsten zu erhalten.

## Veränderung
Die einzige wesentliche Veränderung der mit diesem Vertrag fixierten Grenzen erfolgte 1546, als sich Herzog Moritz und König Ferdinand nach dem Schmalkaldischen Krieg die Herrschaft Schwarzenberg als Kriegsbeute teilten.